# 黃家俊 (青年新政)
黃家俊（英文：Steven Wong Kah-Chun，1987年4月24日—），香港政治人物，青年新政成員。

## 簡介
黃家俊在2014年雨傘革命之後，他於2015年開始加入當時新成立的傘後組織青年新政，並於同年參選2015年香港區議會選舉旺角北選區，不敵對手落選。